# رشيد دريش
رشيد دريش هو عالم كهرباء ورياضيات وعلم الحاسوب جزائري ينحدر من مدينة سوق الحد بولاية بومرداس، وهو من مواليد سنة 1954م.

## النشأة في الجزائر
تلقى تعليمه الابتدائي والمتوسط في مدينة ثنية بني عائشة ضمن ولاية بومرداس في الجزائر إلى غاية سنة 1969م.
ونال تعليما راقيا في مدارس منطقة عرش آيث عيشة التي ينحدر منها تحديدا من قرية آيث حمادوش في بلدية سوق الحد بالقرب من وادي يسر ووادي سيباو.
ثم انتقل من الثنية لنيل شهادة البكالوريا في ثانوية عبان رمضان داخل مدينة الجزائر ابتداء من عام 1969م.
وبعد نجاحه في شهادة البكالوريا خلال عام 1972م، تابع دراسته الجامعية في المدرسة الوطنية متعددة التقنيات بالجزائر إلى غاية عام 1977م حينما حاز شهادة مهندس دولة في الإلكترونيك.

## الدراسات العليا في فرنسا
انتقل رشيد دريش خلال عام 1977م إلى فرنسا لمتابعة دراساته العليا في الهندسة الكهربائية ضمن المدرسة الوطنية العليا للاتصالات [الفرنسية] في باريس.
فتحصل بعد عامين خلال عام 1979م على شهادة الدراسات المعمقة.
ثم واصل دراسته إلى غاية الحصول على شهادة الدكتوراه في الرياضيات بعد ثلاثة أعوام خلال عام 1982م من جامعة باريس دوفين.
وحاز شهادة التأهل للأستاذية خلال عام 1991م من جامعة نيس صوفيا أنتيبوليس.

## الاهتمامات العلمية
تتنوع مجالات اهتمام البروفيسور «رشيد دريش» ما بين معالجة الصور الرقمية والرؤية الحاسوبية والتصوير العصبي.

## الإسهامات
تعددت إسهامات البروفيسور «رشيد دريش» في البحث العلمي.

### خوارزمية كشف الحواف
قام البروفيسور «رشيد دريش» خلال عام 1987م باكتشاف خوارزمية دريش لكشف الحواف التي هي خوارزمية كشف الحواف في رسومات الحاسوب ثنائية الأبعاد.

### شركة ريالفيز
قام البروفيسور «رشيد دريش» خلال عام 1998م بتأسيس شركة ناشئة اسمها ريالفيز [الفرنسية] اعتمادا على إنجازاته العلمية في مجالات معالجة الصور الرقمية والرؤية الحاسوبية وإعادة البناء ثلاثي الأبعاد [الإنجليزية] والتصوير البانورامي والنمذجة المعتمدة على الصورة الرقمية [الإنجليزية] وتحليل الحركة.
وكان هذا التأسيس برفقة زملائه في المعهد الوطني للبحث في المعلوماتية والآليات [الفرنسية]، ومن بينهم أوليفيي فوجيراس [الفرنسية].
وقد تخصصت هذه الشركة الناشئة في الحلول الحاسوبية لإنشاء محتويات الصور الرقمية لاستعمالها في الأفلام، البث اللاسلكي، الألعاب، الصور الرقمية والهندسة الرياضياتية الرقمية.
ثم قامت شركة أوتودسك بحيازة واقتناء مؤسسة ريالفيز [الفرنسية] بتاريخ 7 ماي 2008م.

### استكشاف الجهاز العصبي المركزي
يقوم البروفيسور «رشيد دريش» حاليا باستكشاف الجهاز العصبي المركزي عن طريق تطوير نماذج رياضياتية وبرمجيات تهدف إلى إعادة تركيب التوصيلات الحيوية والوظيفية في الشبكة العصبونية الحيوية داخل الدماغ.

## مشروع أثينا
البروفيسور «رشيد دريش» هو مدير البحث [الإنجليزية] الحالي في مشروع أثينا الذي يساهم فيه كل من المعهد الوطني للبحث في المعلوماتية والآليات [الفرنسية] وجامعة نيس صوفيا أنتيبوليس في فرنسا.

## الجوائز والتكريمات
تحصل البروفيسور «رشيد دريش» على عدة جوائز وتكريمات.

### المجلس الأوروبي للبحث
نال البروفيسور «رشيد دريش» هبة بحث متقدم من طرف المجلس الأوروبي للبحث [الإنجليزية] خلال عام 2016م.
وتندرج هذه الهبة ضمن مشروع هوريزون 2020م للبحث والإبداع في الاتحاد الأوروبي لتمويل بحثه المعنون «رسم خريطة رقمية لتوصيلات الدماغ» (بالإنجليزية: Computational Brain Connectivity Mapping)‏ ضمن مشروع أثينا.

### جامعة شيربروك
نال البروفيسور «رشيد دريش» جائزة من طرف جامعة شيربروك خلال عام 2014م.
وتمثلت هذه الجائزة في شهادة دكتوراه فخرية لتكريم إسهاماته العلمية العديدة، ومقاربته في تعليم الأجيال الجديدة من العلماء والباحثين.

### الأكاديمية الفرنسية للعلوم
نال البروفيسور «رشيد دريش» جائزة كبرى من طرف الأكاديمية الفرنسية للعلوم مع شركة إيرباص خلال عام 2013م.
وجاءت هذه الجائزة الكبرى من طرف «مؤسسة إيرباص لعلوم الحاسوب» نظير كل إسهاماته العلمية والبحثية في علم الحاسوب.

## المنشورات
نشر البروفيسور «رشيد دريش» أكثر من 60 مقالا علميا بالإضافة إلى أكثر من 180 مساهمة في مؤتمر أكاديمي.
وقد صنفه موقع جوجل سكولار في مؤشر إتش 67 (بالإنجليزية: Google Scholar H-index of 67)‏.

## ببليوجرافيا
- Marion Camarasa-Bellaube، Aurélien Yannic (2010). La Méditerranée sur les rives du Saint-Laurent: une histoire des Algériens au Canada [البحر الأبيض المتوسط على ضفاف نهر سانت لورانس: قصة جزائريين في كندا] (بالفرنسية). باريس: Editions Publibook. p. 224. ISBN:9782748380422. {{استشهاد بكتاب}}: تحقق من التاريخ في: |سنة= (help)صيانة الاستشهاد: لغة غير مدعومة (link)[29]

- Dissertation Abstracts International: The sciences and engineering [ملخصات الأطروحات العالمية: العلوم والهندسة] (بالإنكليزية). University Microfilms. 2003. {{استشهاد بكتاب}}: تحقق من التاريخ في: |سنة= (help)صيانة الاستشهاد: لغة غير مدعومة (link)[30]

- Martin Ratcliffe (2007). State of the Universe 2007: New Images, Discoveries, and Events [حالة الكون في 2007: صور جديدة، اكتشافات، وأحداث] (بالإنكليزية). برلين: Springer Science & Business Media. p. 193. ISBN:9780387688176. {{استشهاد بكتاب}}: تحقق من التاريخ في: |سنة= (help)صيانة الاستشهاد: لغة غير مدعومة (link)[31]

### مواضيع ذات صلة
- قائمة أعلام الجزائريين
- المدرسة الوطنية متعددة التقنيات بالجزائر
- المدرسة الوطنية العليا للاتصالات [الفرنسية]
- جامعة باريس دوفين
- جامعة نيس صوفيا أنتيبوليس
- المعهد الوطني للبحث في المعلوماتية والآليات [الفرنسية]
- معهد مهندسي الكهرباء والإلكترونيات
- ريالفيز [الفرنسية]
- مشروع أثينا
- المجلس الأوروبي للبحث [الإنجليزية]
- جامعة شيربروك
- الأكاديمية الفرنسية للعلوم
- إيرباص
- محمد دريش
- دحمان دريش (سياسي)
- إلياس دريش
- محمد دريش (أكاديمي)
- دحمان دريش
- خوارزمية دريش لكشف الحواف
- معمر بالطيب
- مصطفى إسحاق بوسحاقي
- توفيق بوسحاقي
- منطقة القبائل
- عروش الزواوة
- زواوة
- جبال الخشنة
- ولاية بومرداس
- عرش آيث عيشة
- دائرة الثنية
- الثنية (بومرداس)
- بلدية سوق الحد

### فيديوهات
- البروفيسور رشيد دريش: من معالجة الصور الرقمية والرؤية الحاسوبية إلى التصوير العصبي الحاسوبي (2014)م على يوتيوب